# 2013 a kriminalisztikában
Ez a lap 2013 jelentősebb bűnügyeit sorolja fel.

## Január
- Mexikó – Január első hetében 26 holttestre bukkantak az országban. A halálesetek összefüggésben állnak az országban évek óta dúló drogháborúval.[1]
- január 1. - Magyarország: Egy szigethalmi kocsmában hajnalban megkéselték Sávoly Gergő bokszolót és Bozsányi Gergő birkózót.[2] A késelés után tömegverekedés alakult ki. A történések hatására a Jobbik cigánybűnözés elleni felvonulást tervez tartani a településen.[2]
- január 5. - USA: Egy férfi 4 embert túszul ejtett egy lakásban a Colorado állambeli Aurora városban. A túszok közül hármat megölt, a negyedik elmenekült. A rendőrök a túszejtőt lelőtték.[3]
- január 10. - USA: Lövöldözés egy iskolában, a kaliforniai Taft városban.[4] 1 sérültet kórházba szállítottak.
- január 11. – India Csoportos nemi erőszak történt Pandzsáb államban, ahol egy buszra szállt nőt erőszakoltak meg hatan. Az eset mintegy egy hónappal azután történt, hogy szintén hatan megerőszakoltak és megvertek egy nőt, aki később belehalt sérüléseibe, ami tüntetésekhez és zavargásokhoz vezetett.[5]
- január 20. - USA: Egy tinédzser 2 felnőttet és három gyereket ölt meg egy lakásban lőfegyverrel Új-Mexikóban.[6]
- január 21. - Magyarország: Csalás vádjával másodfokú bíróság elé állították Tribuszer Zoltánnét, aki korábban 9 évet töltött börtönben, mivel az 1990-es években pilótajátékot szervezett.[7][8]
- január 25.
  - Magyarország: életveszélyesen kárt tett egymásban hét férfi Balassagyarmaton egy áruház parkolójában, ahol karókkal, nadrágszíjakkal és bozótvágó késsel mentek egymásnak. A Nógrád Megyei Főügyészség életveszélyt okozó testi sértés, valamint csoportosan és felfegyverkezve elkövetett garázdaság miatt emelt vádat ellenük 2014 februárjában.[9]
  - Venezuela Börtönlázadás tört ki Barquisimeto Uribana nevű börtönében.[10] A lázadásban több mint 50 ember halt meg, és legalább kilencvenen megsebesültek.[11]
- január 27. – Magyarország: Egy húszéves hódmezővásárhelyi férfi miután megfojtotta anyját és elvágta a torkát, öngyilkosságnak akarta beállítani az esetet, de a rendőri kihallgatáson bevallotta tettét.[12]
- január 29. – USA: Alabama államban, Midland Cityben egy 65 éves férfi elrabolt egy 5 éves gyereket egy iskolabuszról, majd 6 napon keresztül fogva tartotta egy tornádók elleni bunkerben. Az iskolabusz vezetője meghalt, miután szembeszállt a támadóval, és az lelőtte őt. A gyereket február 4-én tudták kiszabadítani, a túszejtő meghalt.[13]

## Február
- február 14.
  - Magyarország: A vas megyei Csepregen egy férfi késsel megölte 2 óvodáskorú gyerekét, felgyújtotta a házukat majd öngyilkos lett. A férfi felesége elmenekült a helyszínről.[14]
  - Dél-afrikai Köztársaság: A háromszoros paralimpia-bajnok dél-afrikai Oscar Pistorius több lövéssel megölte barátnőjét, Reeva Steenkamp modellt. Állítása szerint véletlen baleset volt az eset, de a hatóságok szándékos emberöléssel vádolják.[15][16]

## Április
- április 7. – Magyarország: Budapesti lakásán meggyilkolták Király Tamás divattervezőt.[17]
- április 8. - Magyarország: Meghalt egy román állampolgárságú, 47 éves férfi Izsákon, miután két, szolgálatot teljesítő rendőr súlyosan bántalmazta kényszervallatás keretein belül.[18][19]
- április 9. – Szerbia: Velika Ivanča faluban meggyilkoltak 13 embert, akiknek a többsége rokoni kapcsolatban állt a feltételezett elkövetővel.[20]

- április 14. – Magyarország: Agárdon meghalt egy másfél éves gyerek, miután jómódban élő szülei több hónapon keresztül éheztették. A hatóságok a szülők beszámíthatóságát vizsgálják.[21][22]
- április 15. – USA: A Boston Marathon célvonalánál két bomba robbant, aminek a következtében hárman meghaltak, több mint százan megsebesültek.[23]

## Május
- május 6. - USA: 10 évnyi fogság után 3 nő kiszabadul fogvatartójuk, Ariel Castro házából.

- május 26. - Magyarország: Szigetszentmiklóson egy férfi megölt két nőt, egy embert pedig súlyosan megsebesített, majd öngyilkos lett.[24]
- május 27. - Magyarország: Szolnokon agyonlőttek egy vállalkozót az otthonában.[25]

## Június
- június 20. – Magyarország: Tizennégy év, fiatalkorúak börtönében letöltendő szabadságvesztésre ítélte a Budapest Környéki Törvényszék L. Márkot, aki 2011 decemberében felgyújtott egy tatárszentgyörgyi házat, a benn alvó két férfi halálát okozva.[26]

## Július
- július 9. – Magyarország: A Fővárosi Törvényszéken megkezdődött Jozef Roháč pere, akit azzal vádolnak, hogy 1998 februárjában megölte Fenyő János médiavállalkozót.[27]

## Szeptember
- szeptember 25. – Magyarország: A soroksári kerékpárúton kocogás közben nemi erőszak és gyilkosság áldozata lett a 36 éves családanya, Kardosné Gyurik Krisztinát.